# الانتخابات الفيدرالية لألمانيا الغربية 1976
تم إقامة الانتخابات الفيدرالية في ألمانيا الغربية في 3 أكتوبر 1976 وذلك لانتخاب أعضاء البوندستاغ الثامن. على الرغم من أن ائتلاف CDU/CSU أصبح أكبر كتلة في البرلمان، إلا أن هلموت شميت من الحزب الديمقراطي الاجتماعي حافظ على منصب المستشار.